# Atelerix algirus
Atelerix algirus é uma espécie de insetívoro da família Erinaceidae. Pode ser encontrado em Marrocos, Argélia, Tunísia, Líbia, Espanha e Portugal, podendo ser ainda encontrado em várias ilhas, incluindo, Malta, Djerba, Formentera, Ibiza, Majorca, Ilhas Canárias.